# 林默涵
林默涵（1913年1月10日—2008年1月3日），原名林烈，笔名默涵，男，福建武平人，中华人民共和国文艺理论家。

## 生平
1929年加入中国共产主义青年团。1935年留学日本，一二九运动爆发后回国，开始以笔名“默涵”发表文章。1938年他到延安，1938年9月加入中国共产党。1941年5月，他参加延安文艺座谈会。抗日战争及第二次国共内战时期，他先后在《解放日报》、重庆《新华日报》、《群众》周刊、《新文化》、《大众文艺丛刊》等报刊任编辑和领导。中华人民共和国成立后，他历任中共中央宣传部文艺处处长、中共中央宣传部副部长兼中华人民共和国文化部副部长等职务。1953年，林默涵与何其芳在《文艺报》上发表了批判胡风文艺思想的文章，《人民日报》作了转载。文化大革命中，林默涵遭到严厉批判。文化大革命结束后，林默涵为文艺界的拨乱反正以及文艺界的团结做出贡献。林默涵是第三届全国人大代表，第五届全国政协委员、第六、七届全国政协常委。
晚年的林默涵被视为左派代表人物。1988年，魏巍、林默涵合作，在《光明日报》社下面创办了《中流》杂志，魏巍、林默涵担任主编。《中流》依然秉承1980年魏巍等人创办的刊物《时代的报告》（1983年更名为《报告文学》，魏巍等人离职）的办刊宗旨，坚持“要继续革命就要批判修正主义”。
2001年7月1日，中共中央总书记江泽民发表“七一讲话”。2001年7月，包括魏巍、林默涵在内的老干部以“一群共产党员”为名，向中共中央上书《“七一讲话”是极其重大的政治错误事件》，反对江泽民的“七一讲话”中吸收资本家入党（即“扩大党的执政基础”）、“三个代表”等观点，质疑“共产党的总书记到底代表谁？”指责“七一讲话”的“三个代表”思想“违反了党章的基本原则和规定”，“允许私营企业家入党是带头破坏党的规定”。2001年7月的《中流》杂志将该上书的主要内容用文章的形式公开刊登。2001年8月，《中流》杂志被停刊。
2008年1月3日，林默涵在北京病逝，享年95岁。

## 著作
- 在激变中
- 林默涵文论集